# St. Petersburg (Floryda)
Saint Petersburg – miasto w Stanach Zjednoczonych, w stanie Floryda, w hrabstwie Pinellas, na półwyspie Pinellas, nad Zatoką Tampa (Zatoka Meksykańska). Według spisu w 2020 roku liczba ludności wynosi 258,3 tys. mieszkańców, co sprawia, że jest piątym co do wielkości miastem Florydy. Jest częścią obszaru metropolitalnego Tampy.
Nazwa miasta pochodzi od Petersburga w Rosji, w którym dużą część dzieciństwa spędził jeden z założycieli miasta, Peter Demens.

## Geografia
Według danych amerykańskiego Biura Spisów Ludności (U.S. Census Bureau), miasto zajmuje powierzchnię 340,2 km², z czego 160,1 km² stanowią lądy, a 180,1 km² (52,9%) stanowią wody.

## Demografia
Według danych z 2019 roku 73,4% mieszkańców stanowiła ludność biała (66,7% nie licząc Latynosów), 19,4% to Afroamerykanie, 3,8% miało rasę mieszaną, 2,3% to Azjaci i 0,17% to rdzenna ludność Ameryki. Latynosi stanowili 8,7% ludności miasta.
Poza osobami pochodzenia afroamerykańskiego, do największych grup należą osoby pochodzenia „amerykańskiego” (11,9%), niemieckiego (11,4%), irlandzkiego (9,4%), angielskiego (9,0%) i włoskiego (6,6%). Osoby pochodzenia polskiego stanowiły 2,8% populacji miasta.
Według danych za lata 2010–2015, 88,5% populacji w wieku powyżej 5 lat mówi w domu po angielsku, 4,9% po hiszpańsku, 0,89% serbsko–chorwackim, 0,59% francuskim, 0,46% chińskim, 0,41% tagalog, 0,38% wietnamskim, 0,37% niemieckim i 0,35% arabskim.

## Gospodarka
W mieście rozwinął się przemysł elektrotechniczny, elektroniczny, spożywczy, poligraficzny oraz materiałów budowlanych.

## Uczelnie
- St. Petersburg Junior College (1927)
- Eckerd College (1958)
- University of South Florida St. Petersburg (1965)

## Galeria

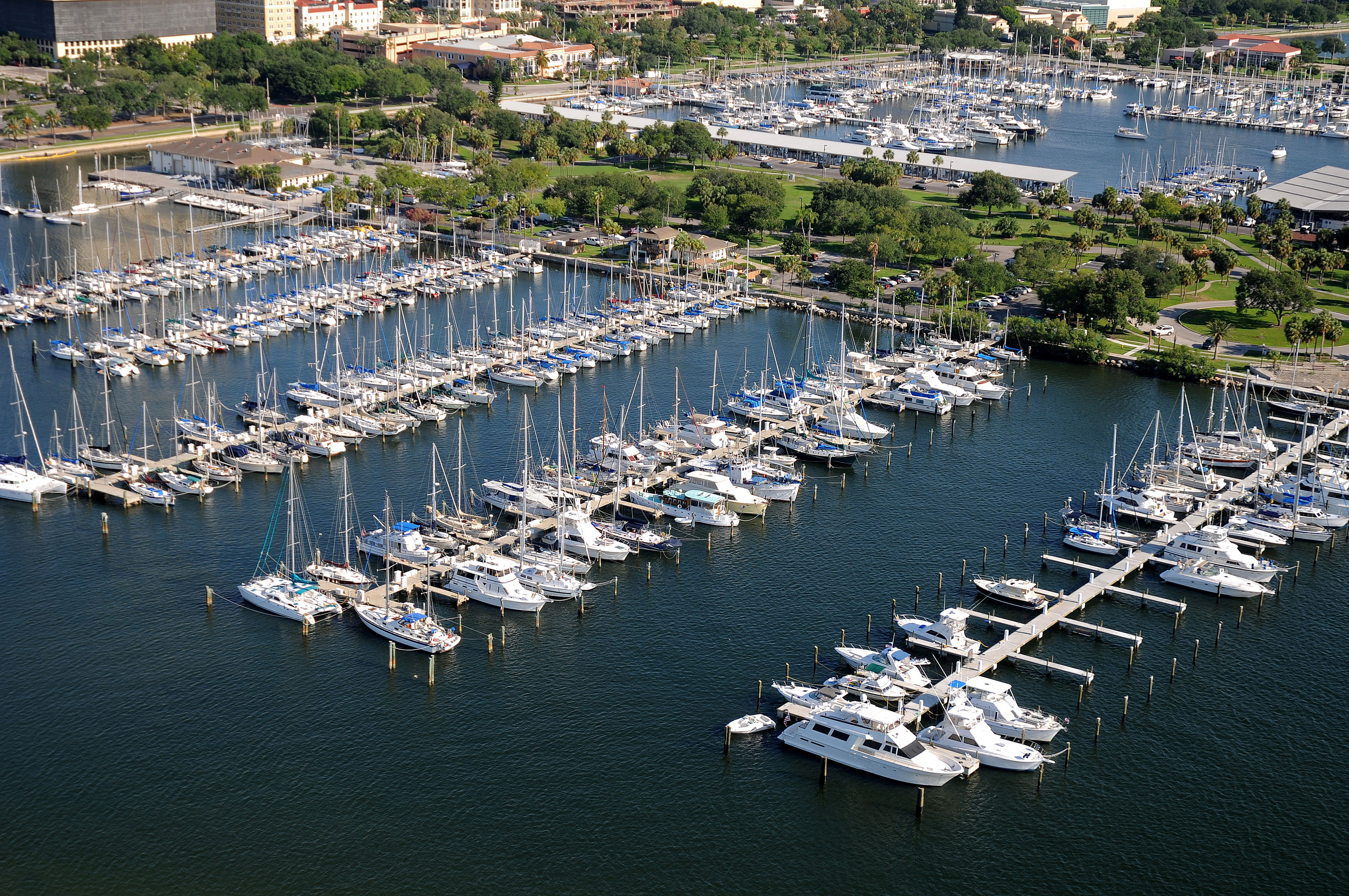
Port St. Petersburg
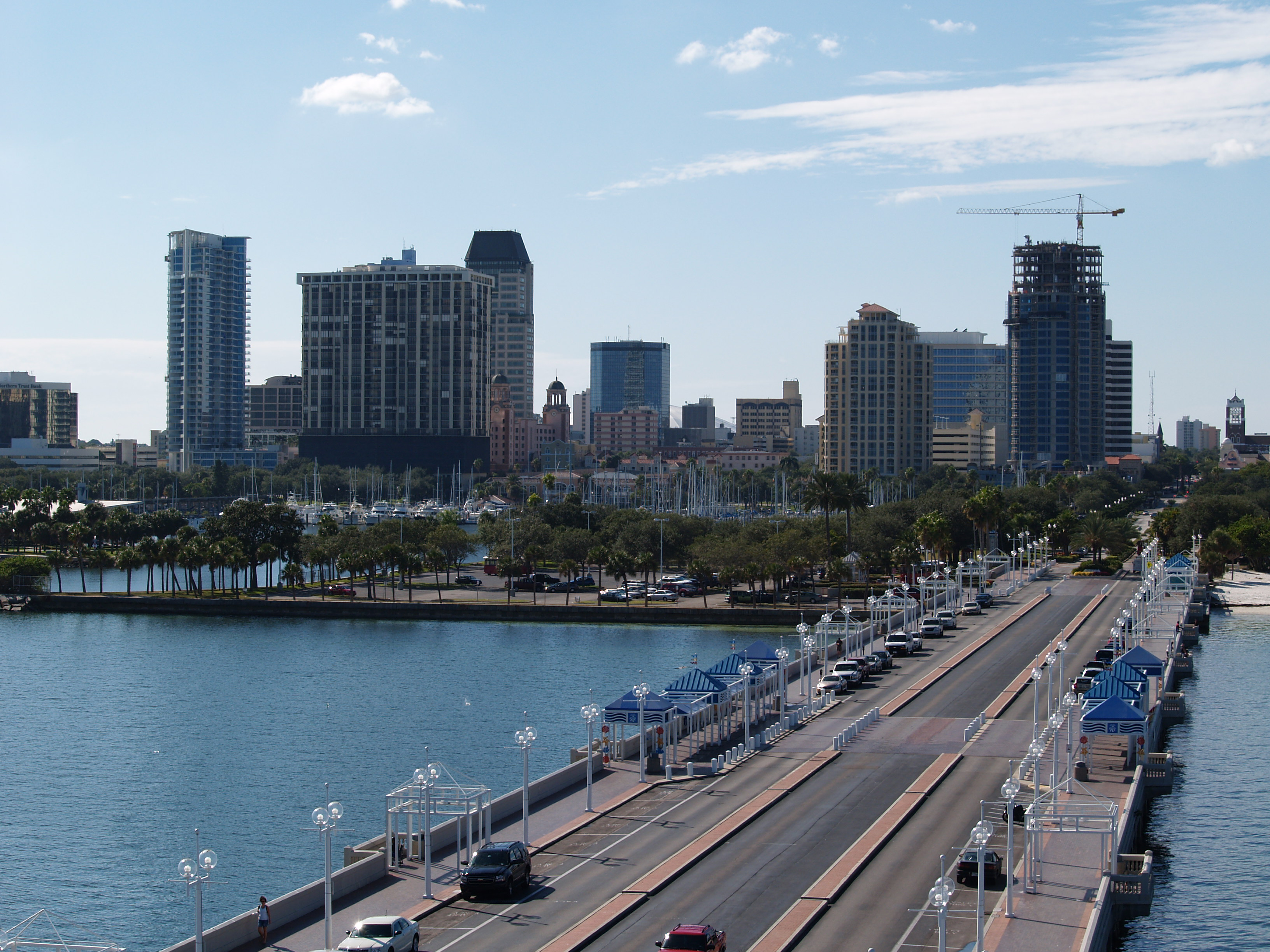
Panorama centrum miasta
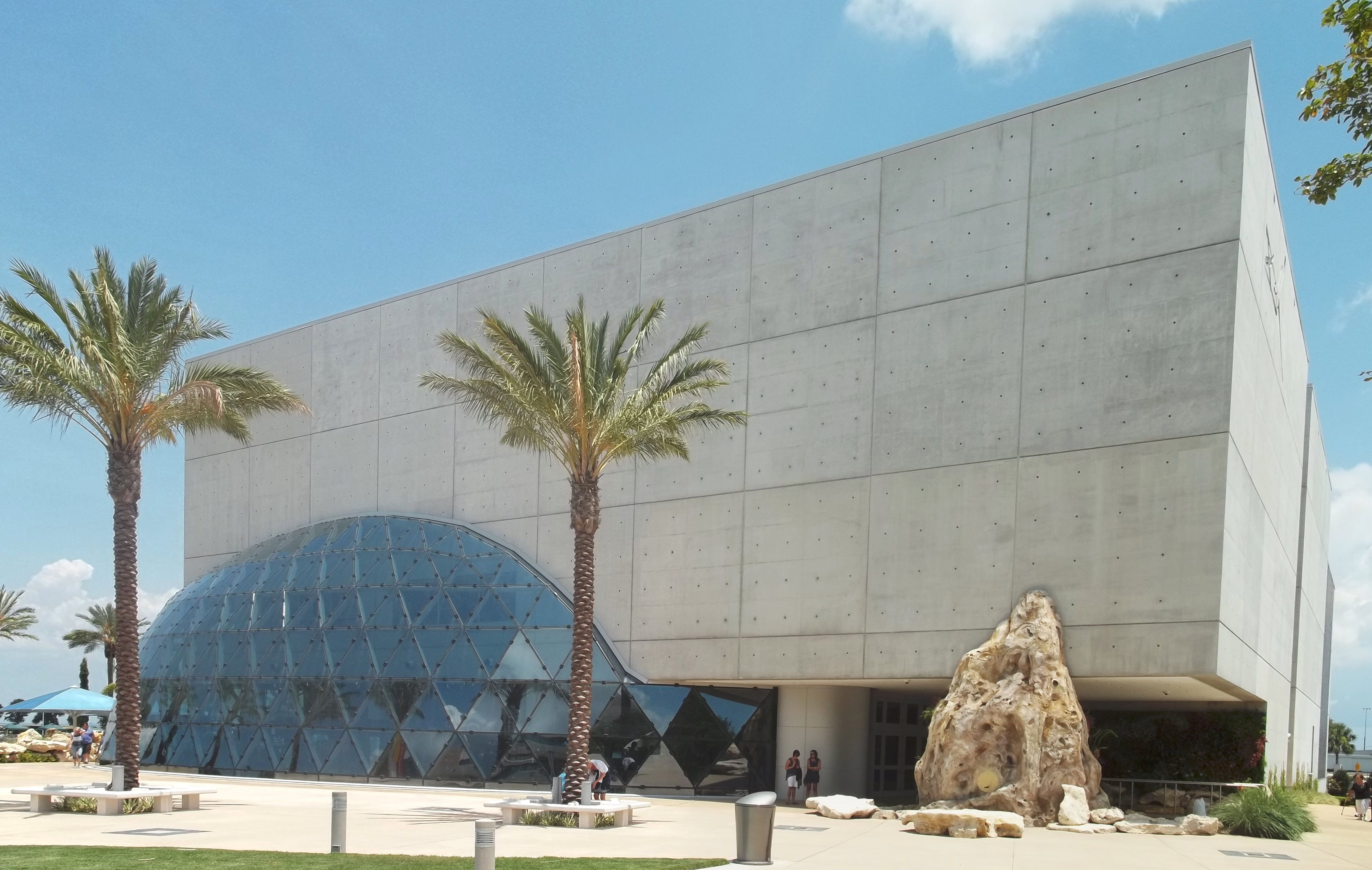
Muzeum Salvadora Dalí
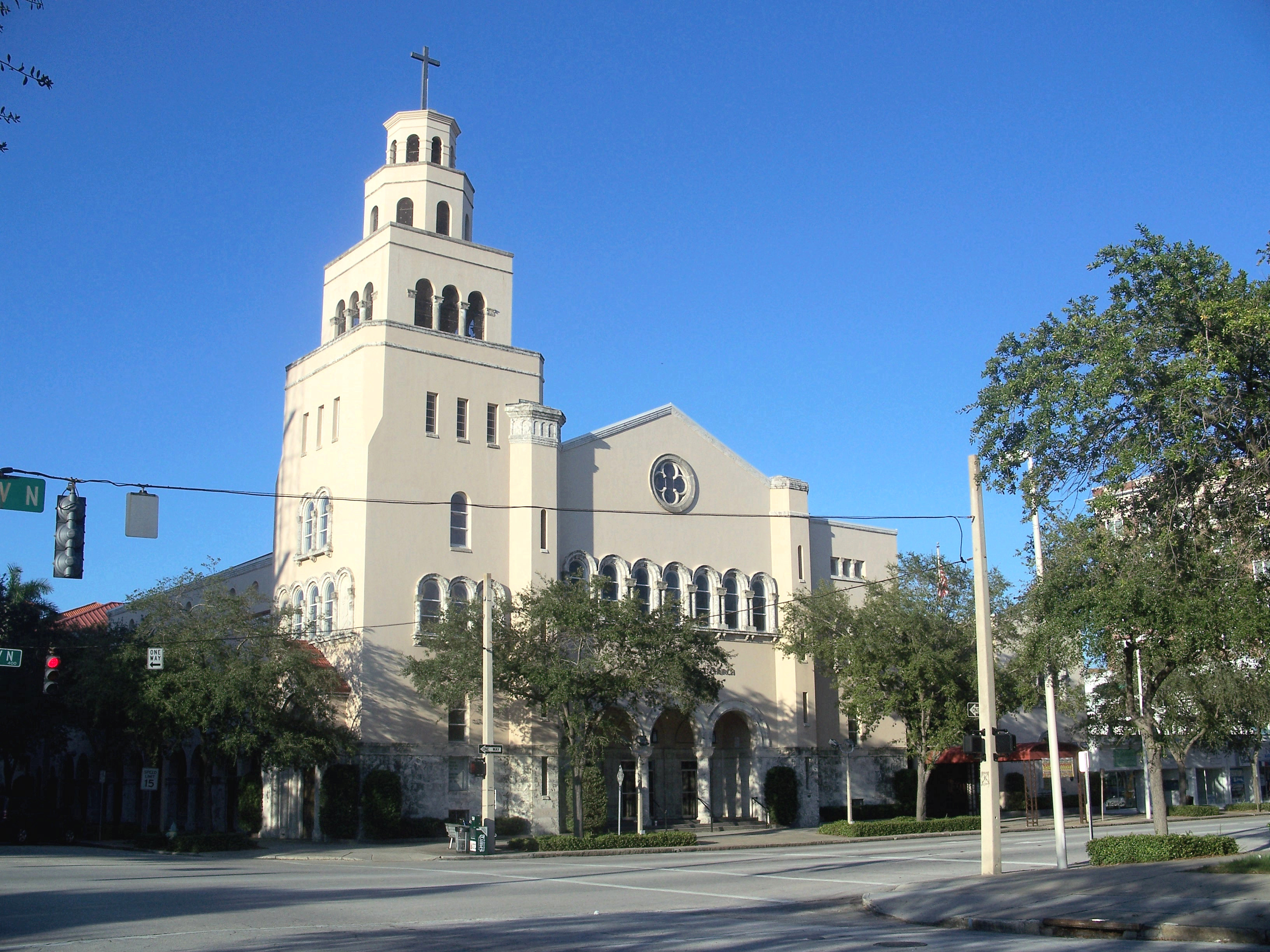
Kościół metodystyczny
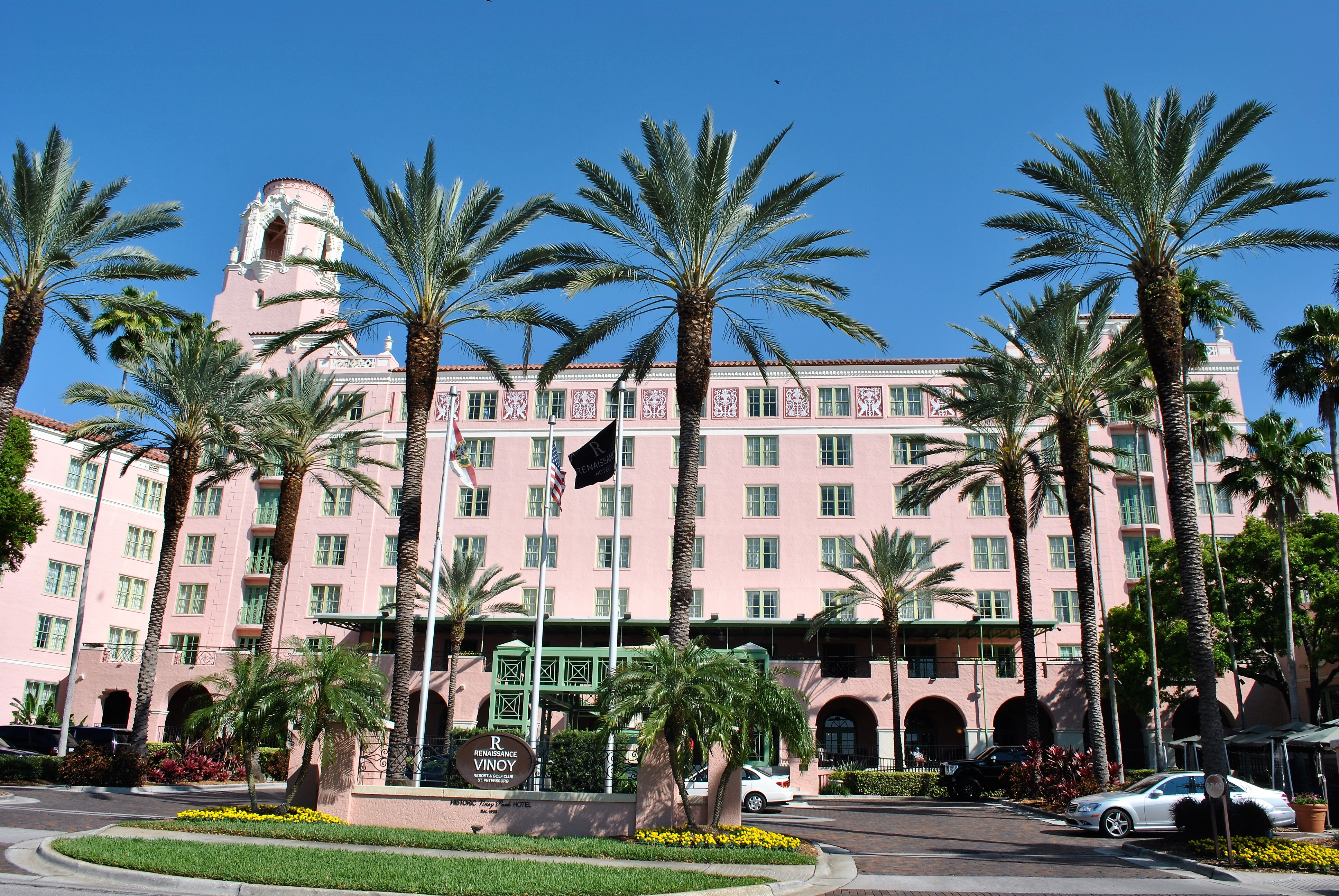
Vinoy Park Hotel
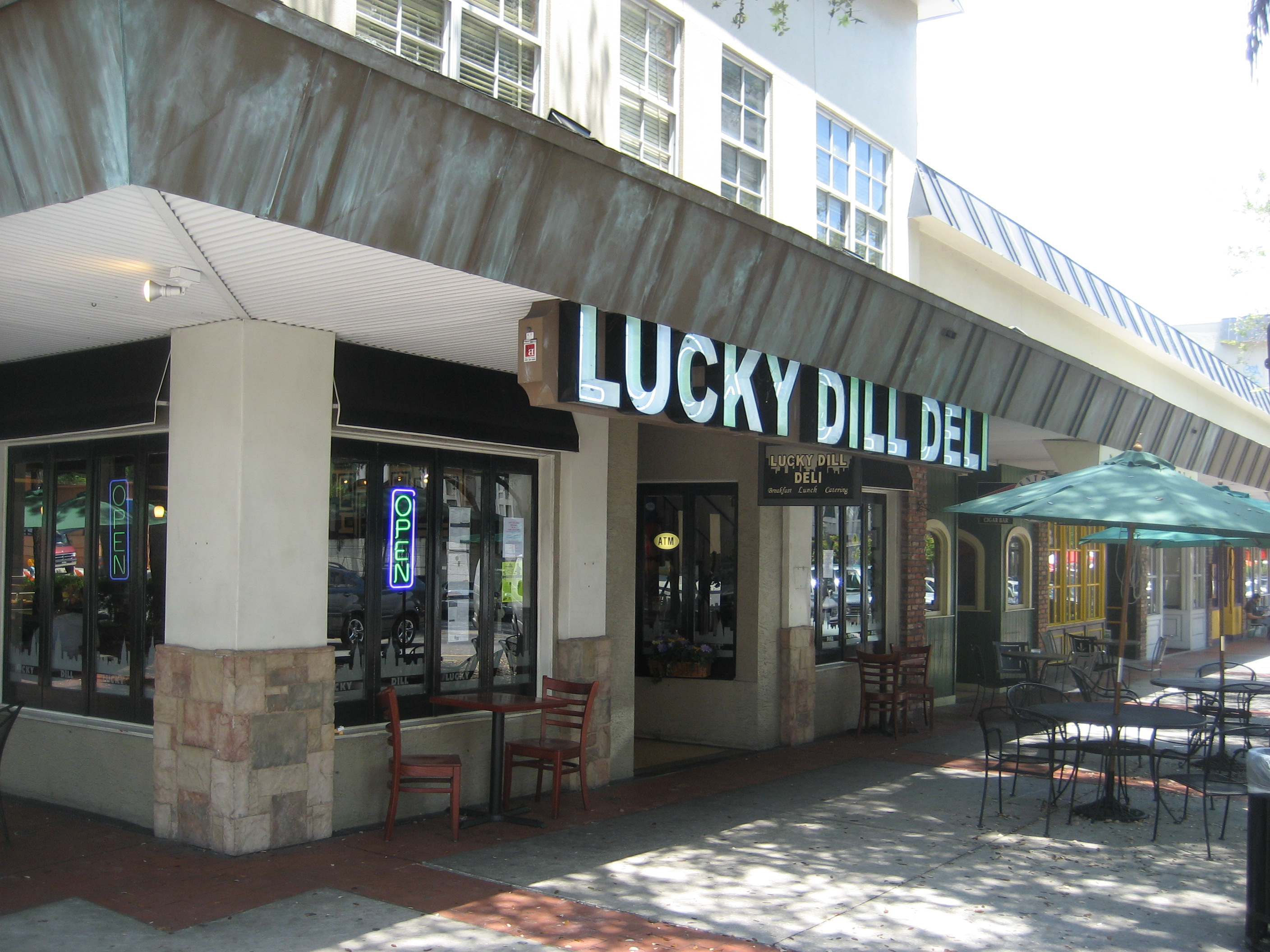
Restauracja na Central Avenue
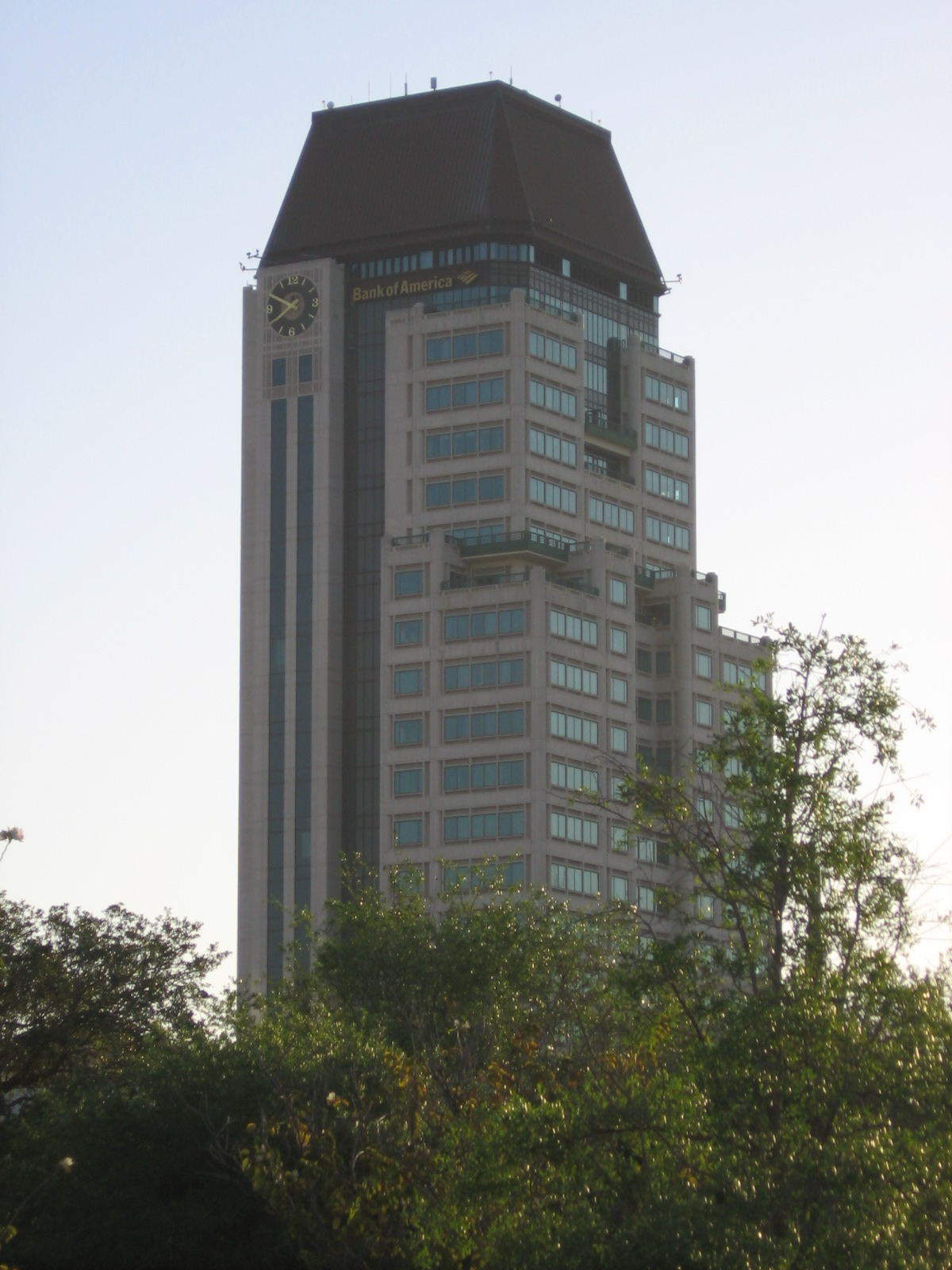
28-piętrowy wieżowiec Priatek Plaza
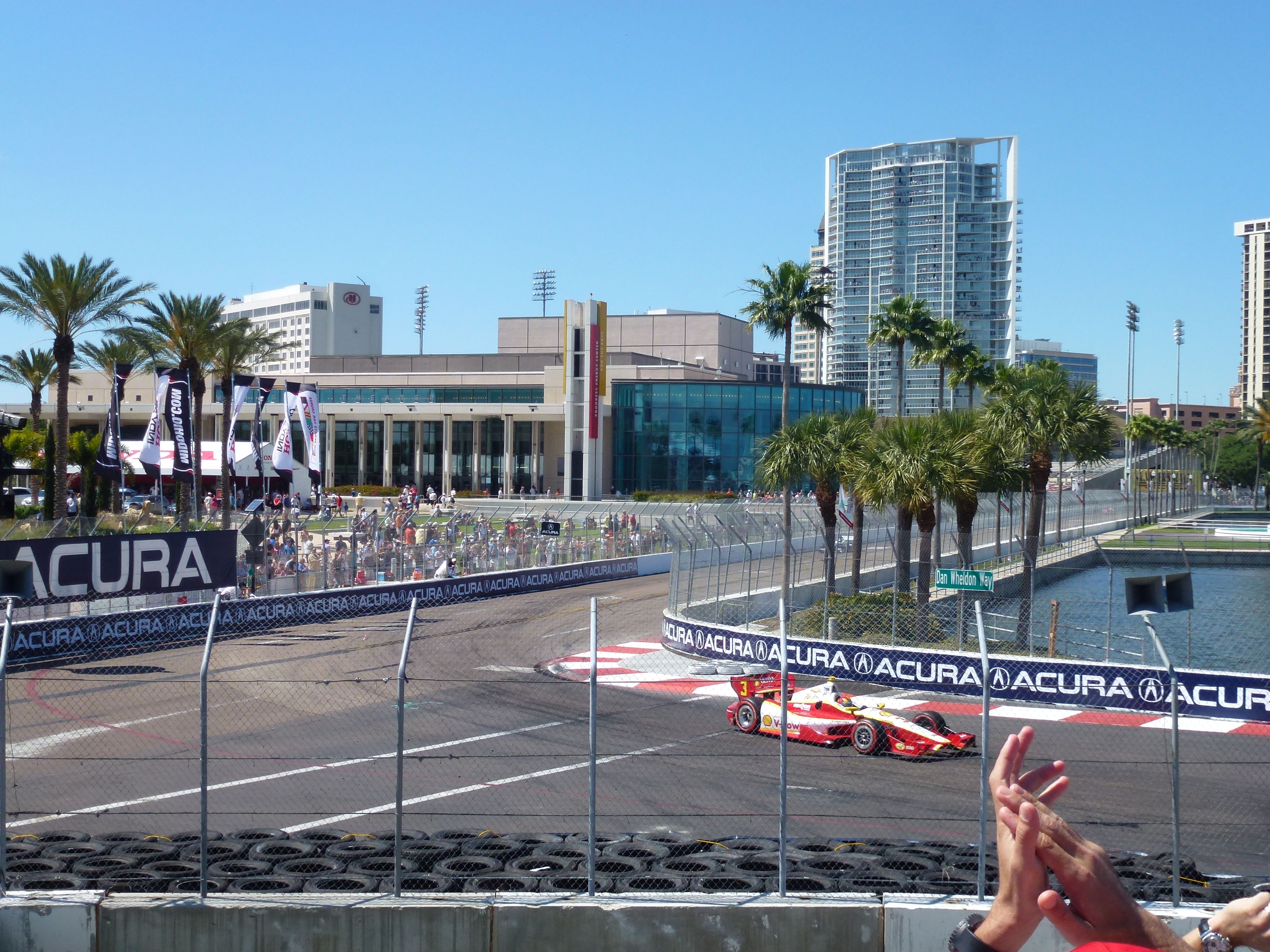
Grand Prix Hondy 2012

## Miasta partnerskie
- Takamatsu
- Petersburg